# La Cerleau
La Cerleau is een plaats in het Franse departement Ardennes in de regio Grand Est. De plaats maakt deel uit van het arrondissement Charleville-Mézières.

## Geschiedenis
La Cerleau ging in 1973 in een fusion associée op in de gemeente Prez.

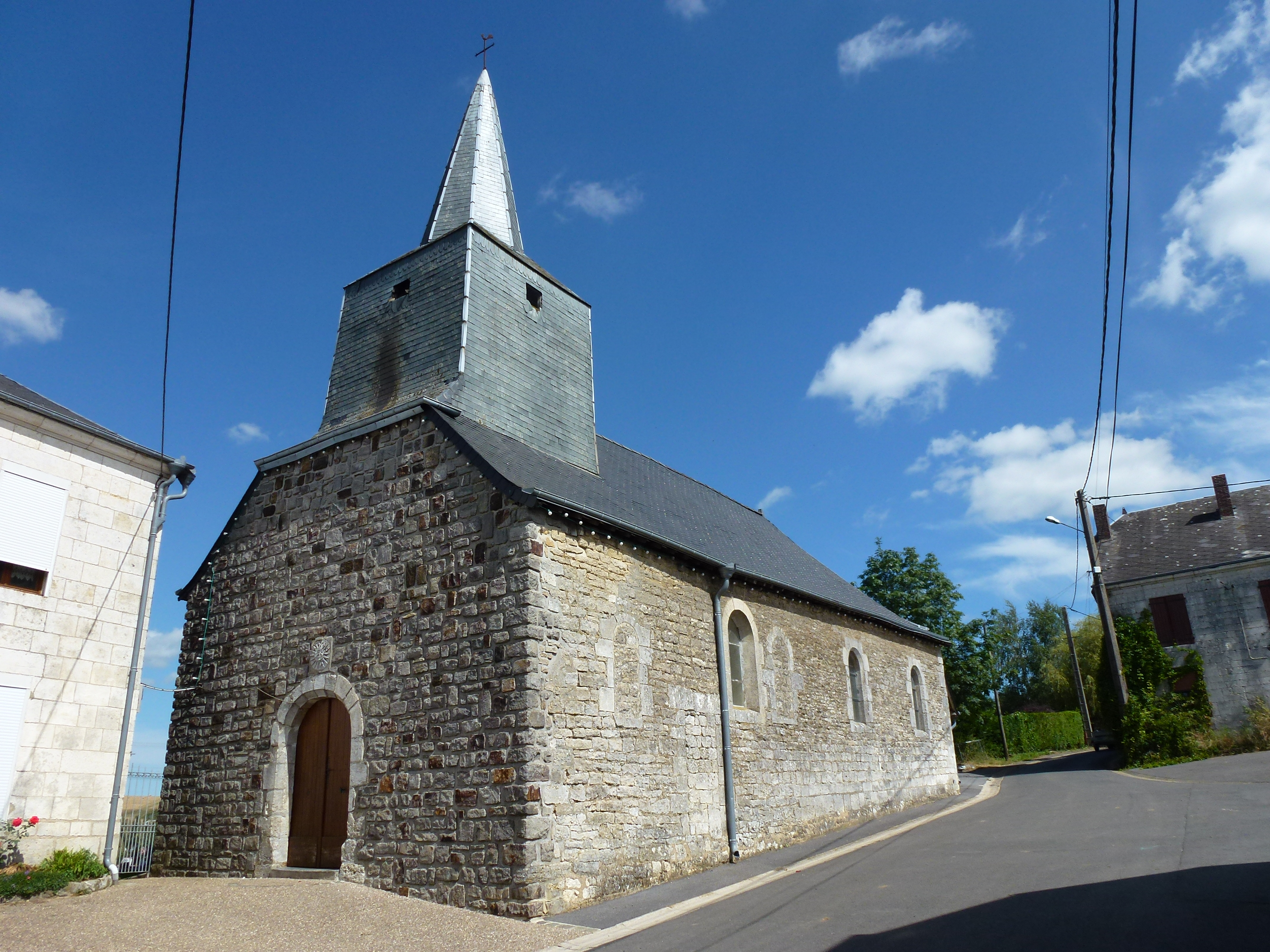
O.L.V.-kerk
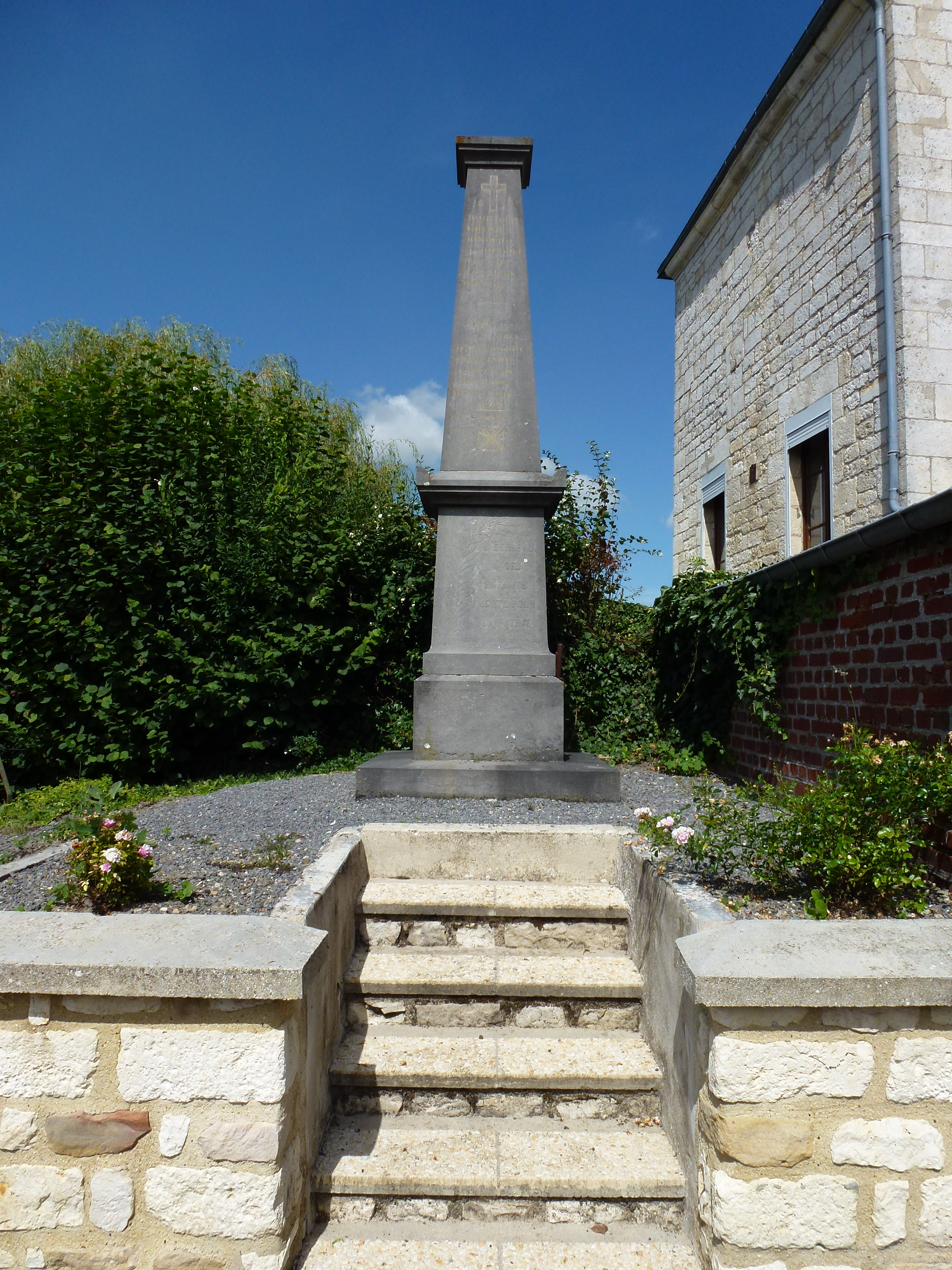
Oorlogsmonument